# Prix littéraires du Gouverneur général 2009
Les finalistes aux Prix littéraires du Gouverneur général pour 2009, un des principaux prix littéraires canadiens, ont été annoncés le 14 octobre 2009. Les lauréats ont été annoncés le 17 novembre 2009.

## Français

### Prix du Gouverneur général: romans et nouvelles de langue française
- Julie Mazzieri, Velone-Orneto (France) (originaire du Québec), Le Discours sur la tombe de l’idiot. (Éditions José Corti ; distribué par Diffusion Dimédia)
- Jean-François Beauchemin, Sainte-Anne-des-Lacs (Québec), Cette année s’envole ma jeunesse. (Les Éditions Québec Amérique ; distribué par Diffusion Prologue)
- Nadine Bismuth, Montréal, Êtes-vous mariée à un psychopathe ? (Les Éditions du Boréal ; distribué par Diffusion Dimédia)
- Dominique Fortier, Montréal, Du bon usage des étoiles. (Éditions Alto ; distribué par Socadis)
- Aki Shimazaki, Montréal, Zakuro. (Leméac Éditeur / Actes Sud ; distribué par Socadis)

### Prix du Gouverneur général: poésie de langue française
- Hélène Monette, Montréal, Thérèse pour joie et orchestre. (Les Éditions du Boréal ; distribué par Diffusion Dimédia)
- Normand de Bellefeuille, Sainte-Pétronille (Québec), Mon nom. (Éditions du Noroît ; distribué par Diffusion Dimédia)
- René Lapierre, Saint-Antoine-sur-Richelieu (Québec), Traité de physique. (Les Herbes rouges ; distribué par Diffusion Dimédia)
- Philippe More, Saint-Jean-sur-Richelieu (Québec), Brouillons pour un siècle abstrait. (Poètes de brousse ; distribué par Messageries ADP)
- André Roy, Montréal, Les Espions de Dieu. (Les Herbes rouges ; distribué par Diffusion Dimédia)

### Prix du Gouverneur général: théâtre de langue française
- Suzanne Lebeau, Montréal, Le bruit des os qui craquent. (Leméac Éditeur ; distribué par Socadis)
- Evelyne de la Chenelière, Montréal, Les Pieds des anges. (Leméac Éditeur ; distribué par Socadis)
- François Godin, Montréal, Je suis d’un would be pays. (Leméac Éditeur ; distribué par Socadis)
- Olivier Kemeid, Montréal, L’Énéide. (Lansman Éditeur ; distribué par Diffusion Dimédia)
- Louis-Dominique Lavigne, Montréal, Glouglou. (Dramaturges Éditeurs ; distribué par Diffusion Dimédia)

### Prix du Gouverneur général: études et essais de langue française
- Nicole V. Champeau, Ottawa, Pointe Maligne : l’infiniment oubliée. (Les Éditions du Vermillon ; distribué par Prologue)
- Djemila Benhabib, Gatineau (Québec), Ma vie à contre-Coran : une femme témoigne sur les islamistes. (VLB éditeur ; distribué par Les messageries ADP)
- Claude Fournier, Saint-Paul-d’Abbotsford (Québec), À force de vivre : mémoires. (Éditions Libre Expression ; distribué par Les messageries ADP)
- Céline Lafontaine, Montréal, La Société postmortelle : la mort, l’individu et le lien social à l’ère des communications. (Éditions du Seuil ; distribué par Diffusion Dimédia)
- Charles Le Blanc, Gatineau (Québec), Le Complexe d’Hermès : regards philosophiques sur la traduction. (Les Presses de l’Université d’Ottawa ; distribué par Prologue)

### Prix du Gouverneur général: littérature jeunesse de langue française - texte
- Hervé Bouchard, Saguenay (Québec), Harvey. (Les Éditions de la Pastèque ; distribué par Socadis)
- Jocelyn Boisvert, Hâvre-aux-Maisons (Québec), Mort et déterré. (Soulières éditeur ; distribué par Diffusion du livre Mirabel)
- Pierre Chartray et Sylvie Rancourt, Longueuil (Québec), Simon et le Chasseur de dragons. (Éditions du CHU Sainte-Justine ; distribué par Diffusion Prologue)
- Michèle Laframboise, Mississauga, La Quête de Chaaas, tome 2 – Les vents de Tammerlan. (Éditions Médiaspaul ; distribué par Diffusion Prologue)
- Matthieu Simard, Montréal, Pavel, épisode 1 – Plus vivant que toutes les pornstars réunies. (Les éditions de la courte échelle ; distribué par Diffusion du livre Mirabel)

### Prix du Gouverneur général: littérature jeunesse de langue française - illustration
- Janice Nadeau, Montréal, Harvey, texte d’Hervé Bouchard. (Les Éditions de la Pastèque ; distribué par Socadis)
- Philippe Béha, Montréal, Ulysse et Pénélope, texte de Louise Portal. (Éditions Hurtubise HMH ; distribué par l’éditeur)
- Gérard DuBois, Saint-Lambert (Québec), Henri au jardin d’enfants, texte de Gérard DuBois. (Éditions du Seuil ; distribué par Diffusion Dimedia)
- Pierre Pratt, Montréal, L’Étoile de Sarajevo, texte de Jacques Pasquet. (Dominique et compagnie, division des Éditions Héritage ; distribué par Messageries ADP, groupe Sogides)
- Rogé (Roger Girard), Montréal, La Vraie Histoire de Léo Pointu, texte de Rogé. (Dominique et compagnie, division des Éditions Héritage ; distribué par Messageries ADP, groupe Sogides)

### Prix du Gouverneur général: traduction de l'anglais vers le français
- Paule Noyart, Bromont (Québec), Le Miel d’Harar. (Leméac Éditeur / Actes Sud ; distribué par Socadis) Traduction française de Sweetness in the Belly de Camilla Gibb (Anchor Canada)
- Sylvie Nicolas, Québec, Lundi sans faute. (Les Éditions Québec Amérique ; distribué par Diffusion Prologue) Traduction française de Right Away Monday de Joel Thomas Hynes (Harper Perennial, une division de HarperCollins Publishers)
- Hélène Rioux, Montréal, Certitudes. (XYZ éditeur ; distribué par Distribution HMH) Traduction française de Certainty de Madeleine Thien (McClelland & Stewart)
- Lori Saint-Martin et Paul Gagné, Montréal, Cartes postales de l’enfer. (Les Éditions du Boréal ; distribué par Diffusion Dimédia) Traduction française de The Soul of All Great Designs de Neil Bissoondath (Cormorant Books)
- Lori Saint-Martin et Paul Gagné, Montréal, La Veuve. (Les Éditions du Boréal ; distribué par Diffusion Dimédia) Traduction française de The Outlander de Gil Adamson (House of Anansi Press)

## Anglais

### Prix du Gouverneur général: romans et nouvelles de langue anglaise
- Michael Crummey, St. John’s (Terre-Neuve-et-Labrador), Galore. (Doubleday Canada ; distribué par Random House of Canada)

- Annabel Lyon, New Westminster (Colombie-Britannique), The Golden Mean. (Random House Canada ; distribué par l’éditeur)

- Alice Munro, Clinton (Ontario), Too Much Happiness. (McClelland & Stewart ; distribué par Random House of Canada)

- Kate Pullinger, Londres (Royaume-Uni) [originaire de Cranbrook, Colombie-Britannique], The Mistress of Nothing. (McArthur & Company ; distribué par l’éditeur)

- Deborah Willis, Victoria (Colombie-Britannique), Vanishing and Other Stories. (Penguin Group (Canada) ; distribué par l’éditeur)

### Prix du Gouverneur général: poésie de langue anglaise
- David W. McFadden, Toronto, Be Calm, Honey. (Mansfield Press ; distribué par LitDistCo)

- Philip Kevin Paul, Brentwood Bay (Colombie-Britannique), Little Hunger. (Nightwood Editions ; distribué par Harbour Publishing)

- Sina Queyras, Montréal, Expressway. (Coach House Books ; distribué par LitDistCo)

- Carmine Starnino, Montréal, This Way Out. (Gaspereau Press ; distribué par l’éditeur)

- David Zieroth, North Vancouver, The Fly in Autumn. (Harbour Publishing ; distribué par l’éditeur)

### Prix du Gouverneur général: théâtre de langue anglaise
- Beverley Cooper, Toronto, Innocence Lost: A Play about Steven Truscott. (Scirocco Drama / J. Gordon Shillingford Publishing Group ; distribué par University of Toronto Press)

- Kevin Loring, Vancouver, Where the Blood Mixes. (Talonbooks ; distribué par Publishers Group Canada)

- Joan MacLeod, Victoria (Colombie-Britannique), Another Home Invasion. (Talonbooks ; distribué par Publishers Group Canada)

- Hannah Moscovitch, Toronto, East of Berlin. (Playwrights Canada Press ; distribué par l’éditeur)

- Michael Nathanson (en), Winnipeg, Talk. (Playwrights Canada Press ; distribué par l’éditeur)

### Prix du Gouverneur général: études et essais de langue anglaise
- Randall Hansen, Toronto, Fire and Fury: The Allied Bombing of Germany, 1942-45. (Doubleday Canada ; distribué par Random House of Canada)

- Trevor Herriot, Regina, Grass, Sky, Song : Promise and Peril in the World of Grassland Birds. (Phyllis Bruce Books, une division de HarperCollins Publishers; distribué par HarperCollins Canada)

- Eric S. Margolis, Toronto, American Raj: Liberation or Domination? (Resolving the Conflict Between the West and the Muslim World). (Key Porter Books ; distribué par H.B. Fenn and Company Ltd.)

- Eric Siblin, Westmount (Québec), The Cello Suites: J.S. Bach, Pablo Casals, and the Search for a Baroque Masterpiece. (House of Anansi Press ; distribué par HarperCollins Canada)

- M.G. Vassanji, Toronto, A Place Within: Rediscovering India. (Doubleday Canada ; distribué par Random House of Canada)

### Prix du Gouverneur général: littérature jeunesse de langue anglaise - texte
- Shelley Hrdlitschka, North Vancouver, Sister Wife. (Orca Book Publishers ; distribué par l’éditeur)

- Sharon Jennings, Toronto, Home Free. (Second Story Press ; distribué par University of Toronto Press)

- Caroline Pignat, Ottawa, Greener Grass: The Famine Years. (Red Deer Press, une division de Fitzhenry & Whiteside ; distribué par l’éditeur)

- Robin Stevenson, Victoria (Colombie-Britannique), A Thousand Shades of Blue. (Orca Book Publishers ; distribué par l’éditeur)

- Tim Wynne-Jones, Perth (Ontario), The Uninvited. (Candlewick Press; distribué par Random House of Canada)

### Prix du Gouverneur général: littérature jeunesse de langue anglaise - illustration
- Rachel Berman, Victoria (Colombie-Britannique), Bradley McGogg, the Very Fine Frog, texte de Tim Beiser. (Tundra Books ; distribué par Random House of Canada)

- Irene Luxbacher, Toronto, The Imaginary Garden, texte d’Andrew Larsen. (Kids Can Press ; distribué par University of Toronto Press)

- Jirina Marton, Colborne (Ontario), Bella’s Tree, texte de Janet Russell. (Groundwood Books / House of Anansi Press ; distribué par HarperCollins Canada)

- Luc Melanson, Laval (Québec), My Great Big Mamma, texte d’Olivier Ka, traduction de Helen Mixter. (Groundwood Books / House of Anansi Press ; distribué par HarperCollins Canada)

- Ningeokuluk Teevee, Cape Dorset (Nunavut), Alego, texte de Ningeokuluk Teevee, traduction de Nina Manning-Toonoo. (Groundwood Books / House of Anansi Press ; distribué par HarperCollins Canada)

### Prix du Gouverneur général: traduction du français vers l'anglais
- Phyllis Aronoff et Howard Scott, Montréal, A Slight Case of Fatigue. (Talonbooks ; distribué par Publishers Group Canada, une division de Raincoast Books) Traduction anglaise de Un peu de fatigue de Stéphane Bourguignon (Québec Amérique)

- Jo-Anne Elder, Fredericton, One. (Goose Lane Editions ; distribué par University of Toronto Press) Traduction anglaise de Seul on est de Serge Patrice Thibodeau (Les Éditions Perce-Neige)

- David Homel et Fred A. Reed, Montréal, Wildlives. (Douglas & McIntyre ; distribué par HarperCollins Canada) Traduction anglaise de Champagne de Monique Proulx (Les Éditions du Boréal)

- Susan Ouriou, Calgary, Pieces of Me. (Kids Can Press ; distribué par University of Toronto Press) Traduction anglaise de La liberté ? Connais pas… de Charlotte Gingras (Les éditions de la courte échelle)

- Fred A. Reed, Montréal, Empire of Desire: The Abolition of Time. (Talonbooks ; distribué par Publishers Group Canada, une division de Raincoast Books) Traduction anglaise de Le temps aboli : l’Occident et ses grands récits, de Thierry Hentsch (Les Éditions du Boréal / Les Presses de l’Université de Montréal)